# Сухринский сельсовет
Сухринский сельсовет — упразднённые административно-территориальная единица и сельское поселение в Шадринском районе Курганской области Российской Федерации.
Административный центр — село Сухринское.
С 23 декабря 2021 года Законом Курганской области от 10.12.2021 № 140 муниципальный район был преобразован в муниципальный округ, в административном районе упразднён сельсовет.

## История
Статус и границы сельского поселения установлены Законом Курганской области от 4 ноября 2004 года № 752 «Об установлении границ муниципального образования Сухринского сельсовета, входящего в состав муниципального образования Шадринского района».

## Население
| 1989 | 2002  | 2004  | 2010 | 2012 | 2013 | 2014 |
| ---- | ----- | ----- | ---- | ---- | ---- | ---- |
| 988  | ↗1012 | ↘1004 | ↘798 | ↘796 | ↘771 | ↘723 |
| 2015 | 2016  | 2017  | 2018 | 2019 | 2020 |      |
| ↘698 | ↘682  | ↘677  | ↘655 | ↘632 | ↘621 |      |

## Состав сельского поселения
| № | Населённый пункт | Тип населённого пункта       | Население |
| - | ---------------- | ---------------------------- | --------- |
| 1 | Замараевское     | деревня                      | ↘139      |
| 2 | Лещево-Замараево | посёлок                      | ↘46       |
| 3 | Сухринское       | село, административный центр | ↘613      |